# Ebrahim Hussein
Ebrahim Hussein (* 1943 in Lindi, Britisch-Tanganjika) ist ein tansanischer Dramatiker und Dichter, dessen Werke in seiner ostafrikanischen Sprache Swahili verfasst sind. Sein Theaterstück Kinjeketile (1969), das auf dem Leben von Kinjikitile Ngwale, einer Leitfigur des Maji-Maji-Aufstands während der deutschen Kolonialherrschaft in Ostafrika, beruht, gilt als „Meilenstein des tansanischen Theaters.“ Da Husseins Werke mit Ausnahme von Kinjeketile und eines späteren Stücks nicht übersetzt wurden, ist sein Werk außerhalb Ostafrikas nur wenig bekannt geworden.

## Leben und Werk
Hussein wurde in eine Arabisch-stämmige Familie in der Küstenstadt Lindi am Indischen Ozean geboren. Seine Ausbildung absolvierte er an der Aga Khan Secondary School in Daressalam und am University College Dar es Salam der ehemaligen University of Eastern Africa, wo er französische Literatur und Theaterwissenschaft studierte. Sein Werk steht für eine Theatertradition, die nach der Unabhängigkeit des Landes von Großbritannien 1961 entstand. Die Entscheidung für Swahili als nationale und offizielle Sprache Tansanias im Jahr 1964 ließ eine neue Literatur entstehen, die einen Mittelweg zwischen den Traditionen der Swahili-sprechenden Völkern der Küste und Sansibars und den Konventionen des europäischen Theaters beschritt, nachdem der Unterricht an den Universitäten auch nach der Unabhängigkeit auf Englisch abgehalten wurde.
Bereits als Student schrieb Hussein 1967 die Einakter, Wakati Ukuta (dt. Die Zeit ist eine Mauer) und Alikiona (dt. Konsequenzen). Diese frühen Werke behandeln die Spannungen zwischen der alten und der neuen Generation und die Zerrissenheit, die sich aus dem europäischen Kolonialismus ergeben hatte. Obwohl Hussein Elemente der europäischen Konventionen eines klassischen Theaterstücks in der Tradition von Aristoteles übernahm, wie z. B. die Guckkastenbühne, verwendete er auch traditionelle afrikanische Theaterformen. So enthalten einige seiner frühen Stücke wie Alikiona Elemente des kichekesho, einer komischen Einlage mit Liedern, die aus Taarab-Musikaufführungen bekannt sind.
1969 schrieb Hussein Kinjeketile, das auf dem Leben von Kinjikitile Ngwale, einer Leitfigur des Maji-Maji-Aufstands während der deutschen Kolonialherrschaft in Ostafrika, beruht. Das Stück wurde in der Regie des Berliner Theaterwissenschaftlers Joachim Fiebach, der damals als Gastdozent an der Abteilung für Theater unterrichtete, im Theater der Universität Daressalam aufgeführt.  In den folgenden Jahren wurde Kinjeketile zu einer Art nationalem Epos, das zum ersten Mal das antikoloniale Selbstwertgefühl im ostafrikanischen Theater ausdrückte. Der Text verkaufte sich über 20.000 Mal und wurde in den 1970er Jahren als Lehrbuch für weiterführende Schulen eingeführt. Die Übersetzung von Kinjeketile ins Englische fertigte Hussein selbst an, und durch die Veröffentlichung bei Oxford University Press wurde das Stück auch außerhalb Tansanias bekannt.
Neben Theaterstücken veröffentlichte Hussein Gedichte in freien Versen, einer damals neuen poetischen Form für die Swahili-Literatur. Seine literarischen Texte schrieb er in einer poetischen und gleichzeitig modernen Sprache, die auch an den Schulen und Universitäten Ostafrikas gelesen wurden. Sie stellten damit ein Vorbild für das kulturelle Selbstverständnis des damals sozialistischen Tansanias dar, auch wenn sie mitunter zweideutige Helden enthielten, die an ihrem Handeln zweifeln. Die "poetische, elliptische Prosa" seiner späteren Stücke fand hingegen weniger Anklang.
Anfang der 1970er Jahre promovierte Hussein an der Humboldt-Universität in Berlin mit einer Dissertation über die Entwicklung des Theaters in Ostafrika. Bereits in Kinjeketile hatte er Elemente des epischen Theaters im Stil von Bertolt Brecht verwendet. Eine deutsche Bearbeitung wurde 1972 als Hörspiel unter dem Titel Der große Zauber vom Rundfunk der DDR unter Regie von Helmut Hellstorff produziert.
In den 1970er und 80er Jahren veröffentlichte Hussein Jogoo Kijini und Ngao ya Jadi, zwei Texte für einen einzelnen Schauspieler, in denen er auf die Suaheli-Tradition des Geschichtenerzählens (Hadithi) zurückgriff. Weitere Stücke sind Mashetani und Arusi, in dem Hussein seine Enttäuschung über die tansanische politische Theorie der Ujamaa zum Ausdruck bringt. 1975 nahm Hussein eine Lehrtätigkeit für Theaterwissenschaften an der Universität Daresalaam auf und leitete zeitweise die dortige Theatergruppe. Bis zu seinem Ausscheiden im Jahr 1986 lehrte er als Professor für Theaterwissenschaft an dieser Universität. Nach dem Fall der Berliner Mauer schrieb Hussein ein Gedicht über dieses Ereignis. Seither führt er ein Leben ohne viele Kontakte in seinem Haus im Stadtteil Kariakoo.

## Werke

### Theaterstücke
- Kinjeketile, 1969, Übersetzung ins Englische 1970, ins Deutsche 1974
- Michezo ya kuigiza, 1970
- Mashetani, 1971
- Jogoo Kijijini und Ngao ya Jadi, 1976
- Arusi, 1980
- Jambo la maana, 1982
- Kwenye ukingo wa Thim, englische Übersetzung At the edge of Thim, 1988
- Ujamaa

### Einakter
- Wakati Ukuta (dt. Die Zeit ist ein Kampf), 1967
- Alikiona (dt. Konsequenzen), 1969

## Deutschsprachige Hörspielbearbeitung
- 1973: Der große Zauber (Vorlage: Kinjeketile (Drama)) – Regie: Helmut Hellstorff (Rundfunk der DDR)

## Rezeption
Nicht zuletzt aufgrund seiner politischen Aussage im historischen Kontext zum Maji-Maji-Aufstand wurde Husseins Theaterstück Kinjeketile zu einem der Standardthemen für Prüfungen in Suaheli in tansanischen und kenianischen Schulen und wurde mehrfach neu aufgelegt. Übersetzungen des Stücks erschienen sowohl auf Englisch als auch auf Deutsch.
Joachim Fiebach veröffentlichte 1974 eine deutsche Übersetzung von Kinjeketile in seiner Anthologie Stücke Afrikas. In seiner Studie über Husseins Arbeit wies er darauf hin, dass die antikoloniale Botschaft des Stücks über den Konflikt zwischen Kolonisierten und den Kolonisatoren eine zweite, allgemeinere Bedeutung überschattet habe: Laut Fiebachs Analyse werden die kolonisierten Afrikaner nicht verherrlicht, sondern es fehlt ihnen an strategischer Vision, sie sind in triviale Auseinandersetzungen verstrickt und mit persönlichen Animositäten behaftet. Husseins Werk bezeichnete Fiebach als eine „Dramaturgie, die übernommene europäische Modelle eines intimen Theaters mit nicht-aristotelischen und völlig einzigartigen eigenen Techniken zu verschmelzen oder zu vermischen scheint.“ Weitere Studien Fiebachs über Husseins Theater erschienen in der Zeitschrift Theater der Zeit.
In seiner Studie Ebrahim Hussein: Swahili Theatre and Individualism äußerte sich der französische Literaturwissenschaftler Alain Ricard über die Bedeutung Husseins für das Swahili-sprachige Theater: „Ebrahim Hussein ist der bekannteste Swaheli-Dramatiker und die vielschichtigste literarische Persönlichkeit Tansanias. Er ist in erster Linie als Dramatiker bekannt, aber auch als Theoretiker, dessen Dissertation über das Theater in Tansania nach wie vor als Standardwerk gilt. Seine Stücke sind ein Korpus an theatralischem Material, das für das Verständnis der politischen und sozialen Entwicklung Tansanias im Zusammenhang mit der Swahili-islamischen Küstenkultur, zu der er gehört, von großer Bedeutung ist.“ Mit Bezug auf das Ausbleiben internationaler Anerkennung für Hussein und die schwierige Lage für afrikanische Literatur, die in afrikanischen Sprachen geschrieben wurde, schrieb Ricard:

„Als wahrlich innovativer und kreativer Schriftsteller, aufmerksamer Denker und begabter Dichter, wurde er oft vernachlässt, gerade weil er der Sprache Swahili standhaft verpflichtet geblieben ist. Seine missliche Lage veranschaulicht das Dilemma, das afrikanische Literatur in afrikanischen Sprachen bedroht. Ein internationaler Ruf ist nur möglich, wenn afrikanischsprachige Werke in europäische Sprachen übersetzt werden, aber nur wenige afrikanischsprachige Werke werden übersetzt.“

Der US-amerikanische Literaturwissenschaftler Robert M. Philipson veröffentlichte 1989 seine Dissertation mit dem Titel Drama and National Culture: a Marxist Study of Ebrahim Hussein. In seiner Rezension über Alain Ricards Studie zu Hussein schrieb Philipson: „Ebrahim Hussein ist ein schwieriger Fall. Er ist nach Wole Soyinka und Athol Fugard der interessanteste und begabteste Dramatiker, den Afrika hervorgebracht hat, doch sein Name wird in europäischen Studien über afrikanische Literatur nur selten erwähnt. [...] Der Grund dafür ist einfach: Hussein schreibt auf Suaheli, und sein dramatisches Werk, mit Ausnahme von Kinjeketile, ist nicht in eine westliche Sprache übersetzt worden.“

## Ebrahim Hussein Poetry Prize
Der Ebrahim Hussein Poetry Prize ist eine Auszeichnung, die seit 2014 jährlich dem Gewinner des gleichnamigen Lyrikwettbewerbs in Tansania verliehen wird. Der Wettbewerb wurde nach dem Wunsch des verstorbenen kanadischen Filmemachers Gerald Belkin (1940–2012) ins Leben gerufen. Dieser hatte Hussein in den 1960er Jahren in Tansania kennen und schätzen gelernt. Kurz vor seinem Tod hatte Belkin diesen Preis gegründet, um die Karriere von jungen Lyrikern der Suaheli-Literatur zu fördern. Die ausgewählten Gedichte wurden 2017 unter dem Titel Diwani ya tunzo ya ushairi ya Ebrahim Hussein (Anthologie des Ebrahim Hussein Poetry Prize) veröffentlicht.

## Ebrahim Hussein Fellowship
Das Ebrahim-Hussein-Stipendi für die Erforschung afrikanischer Kulturen (expressive cultures) wurde 2003 am College of Letters and Science der University of Wisconsin-Madison dank eines Stipendiums von Robert M. Philipson, einem Absolventen des College, eingerichtet. Das College vergibt jedes Jahr 7500 US-$ an einen oder mehrere Vollzeitstudenten, die dort Forschungsarbeiten über afrikanische Kultur bzw. Archive außerhalb der Vereinigten Staaten durchführen.